# Fernando Maura
Fernando Maura Barandiarán (Bilbao, 30 de abril de 1955) es un abogado, político y escritor español.

## Biografía
Nacido en Bilbao en abril de 1955, es abogado y economista por la Universidad de Deusto, además de articulista y escritor de novela y ensayo.
Es bisnieto de Antonio Maura, presidente del Consejo de Ministros durante el reinado de Alfonso XIII.
En 1980, mientras preparaba los estudios de acceso para la Escuela Diplomática, la banda terrorista ETA asesinó al empresario Enrique Aresti Uríen, socio de su padre en la aseguradora La Unión y el Fénix, por lo que Fernando regresó a Bilbao para ayudar en el negocio familiar. Posteriormente, fue elegido miembro de la ejecutiva del Bureau International des Producteurs d'Assurances et des Reassurances, con sede en París, y director regional de La Unión y el Fénix en el País Vasco.
Militó en el PSOE durante la Transición, siendo miembro de la Comisión Ejecutiva Federal de las Juventudes Socialistas de España desde septiembre de 1977 hasta diciembre de 1979. Fue elegido en el XIII Congreso de las JSE, de septiembre de 1977, para ejercer el cargo de Secretario Estudiantil. Posteriormente, tras la remodelación de la Comisión Ejecutiva de 2 de junio de 1979, pasó a desempeñar el cargo de Secretario Municipal de las JSE hasta la celebración del XIV Congreso el 21 de diciembre de 1979. Cuando ocurrió el 23-F, ya estaba empezando a nacer en él «un escepticismo respecto del PSOE y la preferencia por un liberalismo no muy distante de la socialdemocracia». Fue expulsado del PSOE a través de una carta firmada por Ricardo García Damborenea. Fernando Maura cree que el motivo por el que Ricardo García Damborenea lo expulsó del PSOE fue que «votaba sistemáticamente en contra de todas sus purgas» y, según él, fue expulsado de forma irregular porque «estatutariamente esa decisión sólo podía ser adoptada por la comisión ejecutiva de Euskadi, no por un único miembro de la misma».
Fue candidato del Partido Demócrata Liberal (PDL) al Senado por Guipúzcoa en las elecciones generales de España de 1982. Más tarde, fue concejal del PDL en el Ayuntamiento de Bilbao (1983-1987) tras las elecciones municipales de 1983.
Años más tarde, en 1989 participó junto a Jaime Mayor Oreja en la fundación del Partido Popular, siendo secretario general del Partido Popular del País Vasco entre 1989 y 1992, Presidente del Partido Popular, de Guecho (Vizcaya) y parlamentario vasco desde 1990 hasta 2007. En el Parlamento fue portavoz suplente de las áreas de Hacienda, Industria, Empleo, Asuntos Sociales y Cultura y presentó la moción de censura contra el Lehendakari Ibarretxe.
En noviembre de 2007, anuncia su abandono del Partido Popular y su renuncia al acta de parlamentario vasco para incorporarse a Unión Progreso y Democracia (UPyD), siendo el cabeza de lista por Vizcaya por UPyD en las elecciones generales de 2008 y el número 2 en la lista en las elecciones al Parlamento Europeo de 2009. En las elecciones de 2011 fue el número 6 de la lista por Madrid. Asimismo, también fue portavoz del Consejo Territorial de UPyD en el País Vasco; dentro del partido se encargaba de coordinar el grupo de internacional y ha sido miembro del Consejo de Dirección y del Consejo Político hasta agosto de 2014.
A raíz del 2.º Congreso de Unión Progreso y Democracia, celebrado los días 1, 2 y 3 de noviembre de 2013, Maura renueva su pertenencia al Consejo de Dirección y Consejo Político de la formación magenta, siendo elegido en el seno de la candidatura de Rosa Díez. Estuvo al frente del área internacional del partido.
En las elecciones al Parlamento Europeo de junio de 2014, se presenta con puesto número tres en la candidatura de Unión Progreso y Democracia y resulta elegido diputado del Parlamento Europeo por esta formación. Poco después del inicio de la legislatura, Maura es nombrado vicepresidente del Grupo de la Alianza de Liberales y Demócatras por Europa (ALDE), tras la adscripción de UPyD a esta agrupación parlamentaria.
Fernando Maura afirmó que «UPyD estaba acabado como proyecto político» y que «Albert Rivera era el futuro», declaraciones que propiciaron su suspensión cautelar de militancia en UPyD y un procedimiento disciplinario, cuya resolución definitiva fue su expulsión de UPyD por «desprestigiar al partido» y por participar en «reiterados actos de propaganda a favor de Ciudadanos».
También es patrono de la Fundación para la Libertad, directivo de la Sociedad liberal El Sitio, miembro de la Real Sociedad Bascongada de Amigos del País y de la Real Hermandad de Caballeros de San Fernando; ha participado con la iniciativa ciudadana ¡Basta Ya! y ha sido colaborador de los diarios El Correo, El Mundo y ABC, entre otros. Igualmente, ha publicado varias novelas, un libro-testimonio, un ensayo en colaboración, así como artículos en diversos periódicos y revistas.